# Topobea superba
Topobea superba är en tvåhjärtbladig växtart som beskrevs av Charles Victor Naudin. Topobea superba ingår i släktet Topobea och familjen Melastomataceae. Inga underarter finns listade i Catalogue of Life.